# Xyris malmeana
Xyris malmeana är en gräsväxtart som beskrevs av Lyman Bradford Smith. Xyris malmeana ingår i släktet Xyris och familjen Xyridaceae. Inga underarter finns listade i Catalogue of Life.